# Masurische Seenplatte
Die Masurische Seenplatte (poln. Pojezierze Mazurskie), früher auch Preußische Seenplatte (poln. Pojezierze Pruskie), ist eine Makroregion sowie Seenlandschaft in der Woiwodschaft Ermland-Masuren in Polen.

## Etymologie
Der Name geht auf den westslawischen Volksstamm der Masuren zurück, der sich hauptsächlich aus den Masowiern bildete, die vom südlich gelegenen Masowien die Region in mehreren Siedlungsschüben ab dem 12. Jahrhundert besiedelten.

## Lage

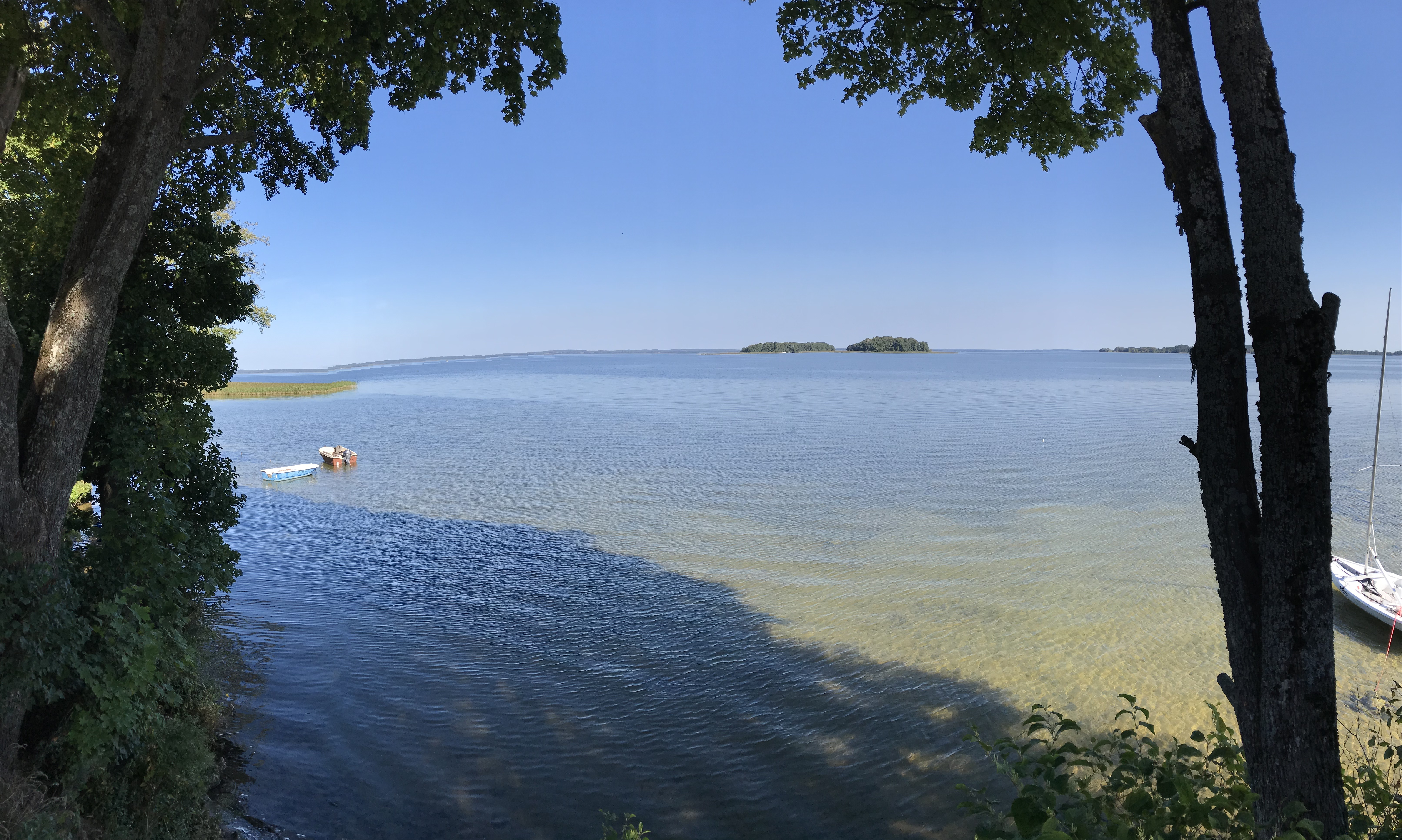
Śniardwy (dt. Spirdingsee)

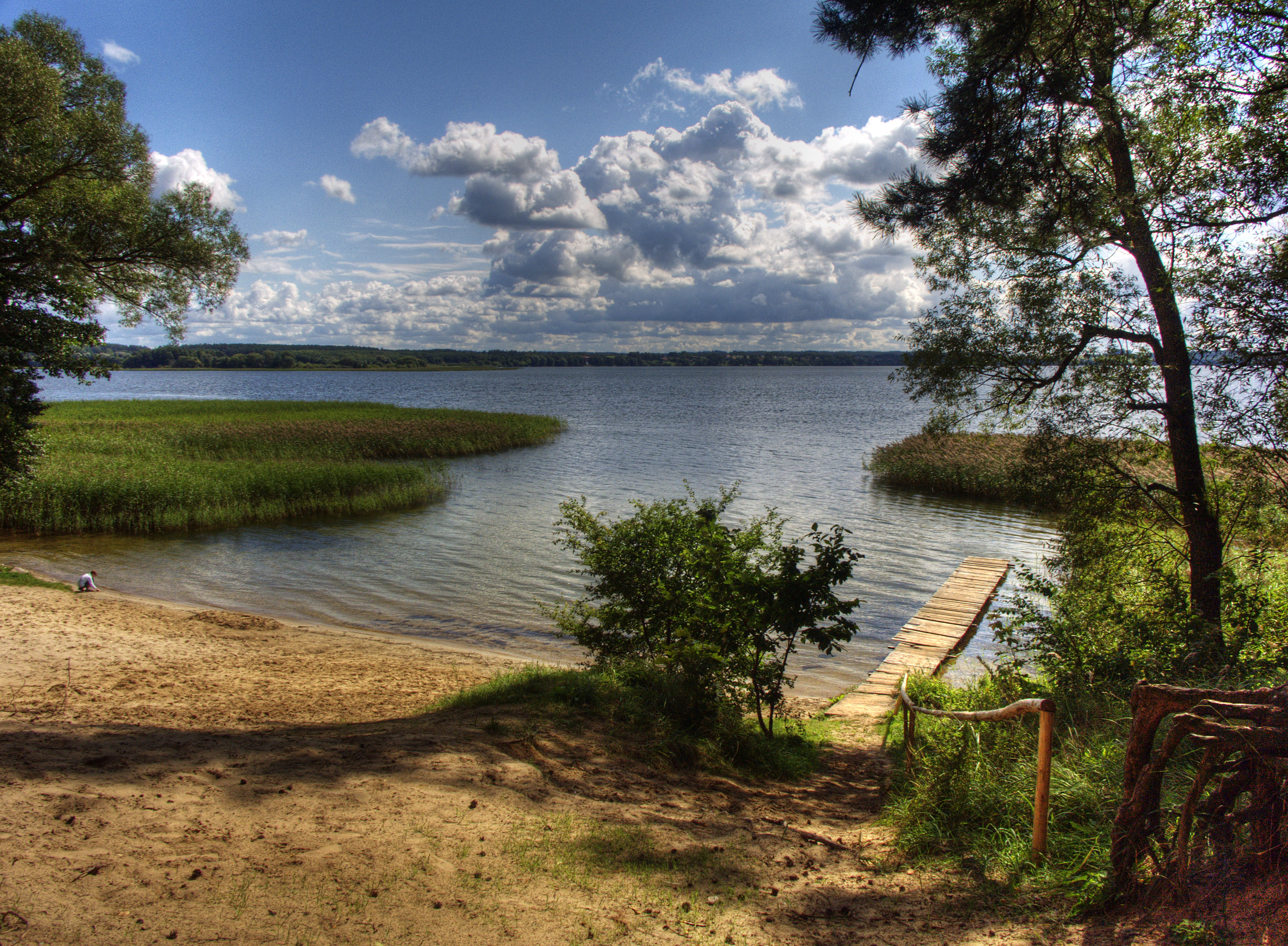
Goldopiwo (dt. Goldaper See)

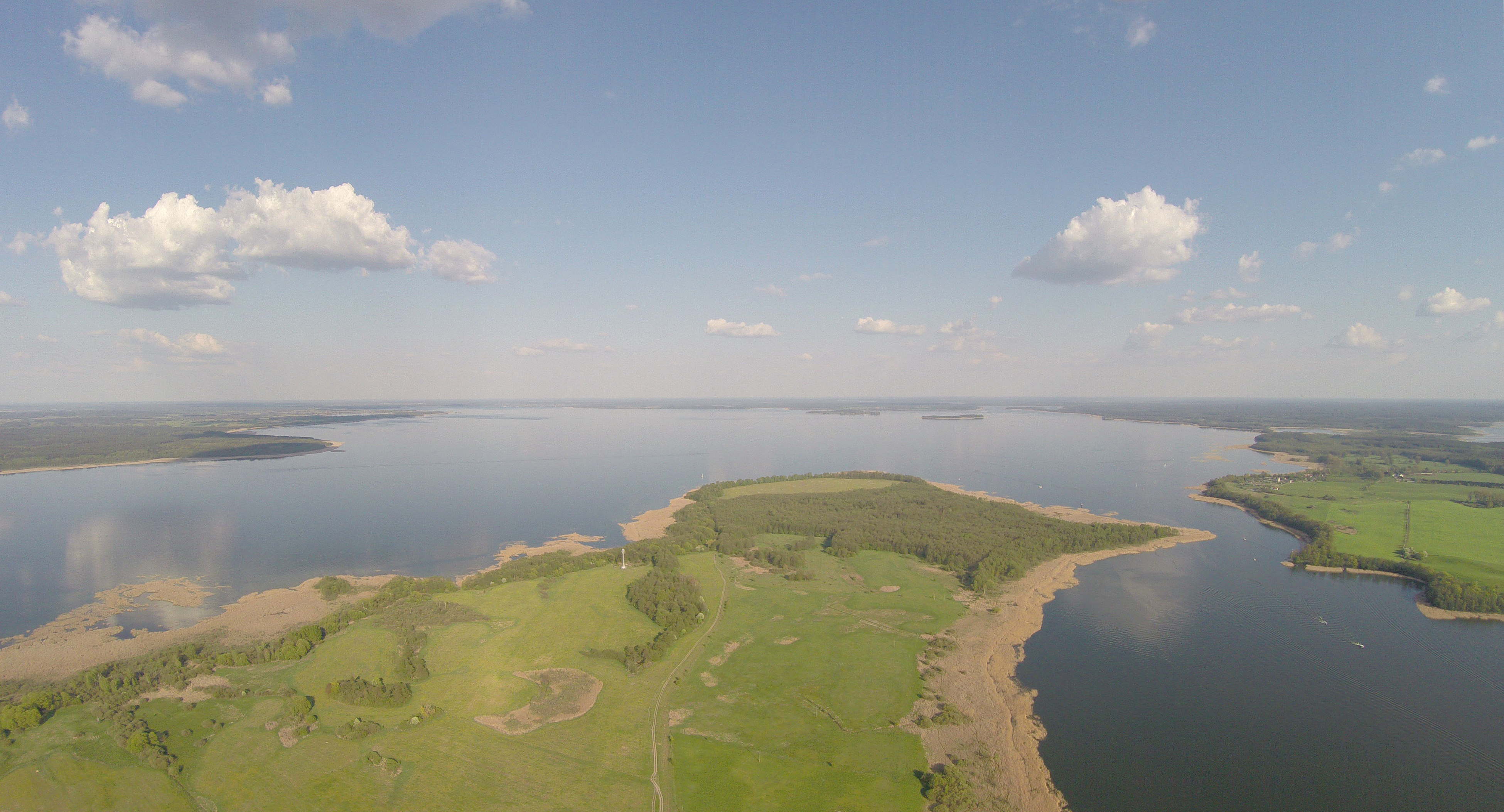
Seenlandschaft bei Mikołajki (dt. Nikolaiken)

Die Masurische Seenplatte befindet sich im Südwestteil des Baltischen Landrückens und ist Teil der Ostbaltischen Seenplatte, die wiederum Bestandteil der Ostbaltisch-Belarussischen Tiefebene ist. Im Osten schließt sich die Litauische Seenplatte und im Westen die Eylauer Seenplatte an. Im Norden liegt die Preußische Niederung und im Süden die Nordmasowische Tiefebene.

## Gliederung
Die Makroregion der Masurischen Seenplatte wird in sieben Mesoregionen unterteilt:
- Allensteiner Seenplatte
- Sensburger Seenplatte
- Große Masurische Seen
- Angerapper Land
- Seesker Höhen
- Lycker Seenplatte
- Masurische Ebene

## Geologie
Die masurische Seenplatte besteht aus einer Vielzahl von Seen in einer Moränenlandschaft. Charakteristisch für diese Landschaft sind glaziale Rinnen zwischen den Hügeln, entstanden durch die abtragende Wirkung der Schmelzwässer beim Abschmelzen der Gletscher, die später die Seen aufnahmen. Die Seenplatte hat eine Größe von etwa 1700 km². Entwicklungsgeschichtlich und landschaftlich ähnliche Seenplatten sind die Kaschubische, die Pommersche, die Suwałki-Seenplatte und die Großpolnische Seenplatte.

## Seen
Die beiden größten Seen der Masurischen Seenplatte sind der Śniardwy (Spirdingsee) (113,8 km²) und der Mamry (Mauersee) (104 km²), die zugleich die größten Seen in Polen sind. Weitere bedeutende Seen der Region sind Niegocin (Löwentinsee, Lötzener See), Nidzkie (Niedersee), Roś (Roschsee, Warschausee) und Tałty (Talter Gewässer). Alle Seen zusammen nehmen einen Flächenanteil von 7 % des Gebietes ein. Es gibt in Masuren etwa 2700 Seen mit einer Größe von jeweils über einem Hektar. Zusammen bilden sie ein großes Süßwasser-Reservoir.

## Flüsse
Die Masurische Seenplatte entwässert vor allem nach Süden über die Narew, den Bug und die Weichsel in die Danziger Bucht der Ostsee. Südwärts fließen:
- Omulew (Omulef)
- Rozoga (Rosogga)
- Szkwa
- Pissa
- Ełk (Lyck-Fluss)

Der nördliche Teil der Masurischen Seenplatte um den See Mamry (Mauersee) entwässert über die Angerapp und den Pregel ins Frische Haff der Ostsee. Nordwärts fließen:
- Łyna (Alle)
- Guber

Eine der beliebtesten Kajakrouten in Polen ist die Krutynia (Kruttinna), die über 100 km durch Dutzende der masurischen Seen fließt, bevor sie in die Pissa mündet. Im Osten der Seenplatte ist der Fluss Sapina (Sapine) mit ca. 50 km eine beliebte Kajakroute, der ebenfalls durch zahlreiche Seen führt, bevor er in die Angerapp mündet.

## Kanäle
Viele der Seen sind durch Kanäle wie den Oberländischen Kanal verbunden. Der Kanał Tałcki (Talter Kanal) verbindet den See Tałty (Talter Gewässer) mit dem Jezioro Tałtowisko (Taltowisko-See, Kleiner Talter See). Über diese Kanäle kann man große Teile der Seenplatte bis hin zur Ostsee befahren.

## Moränen

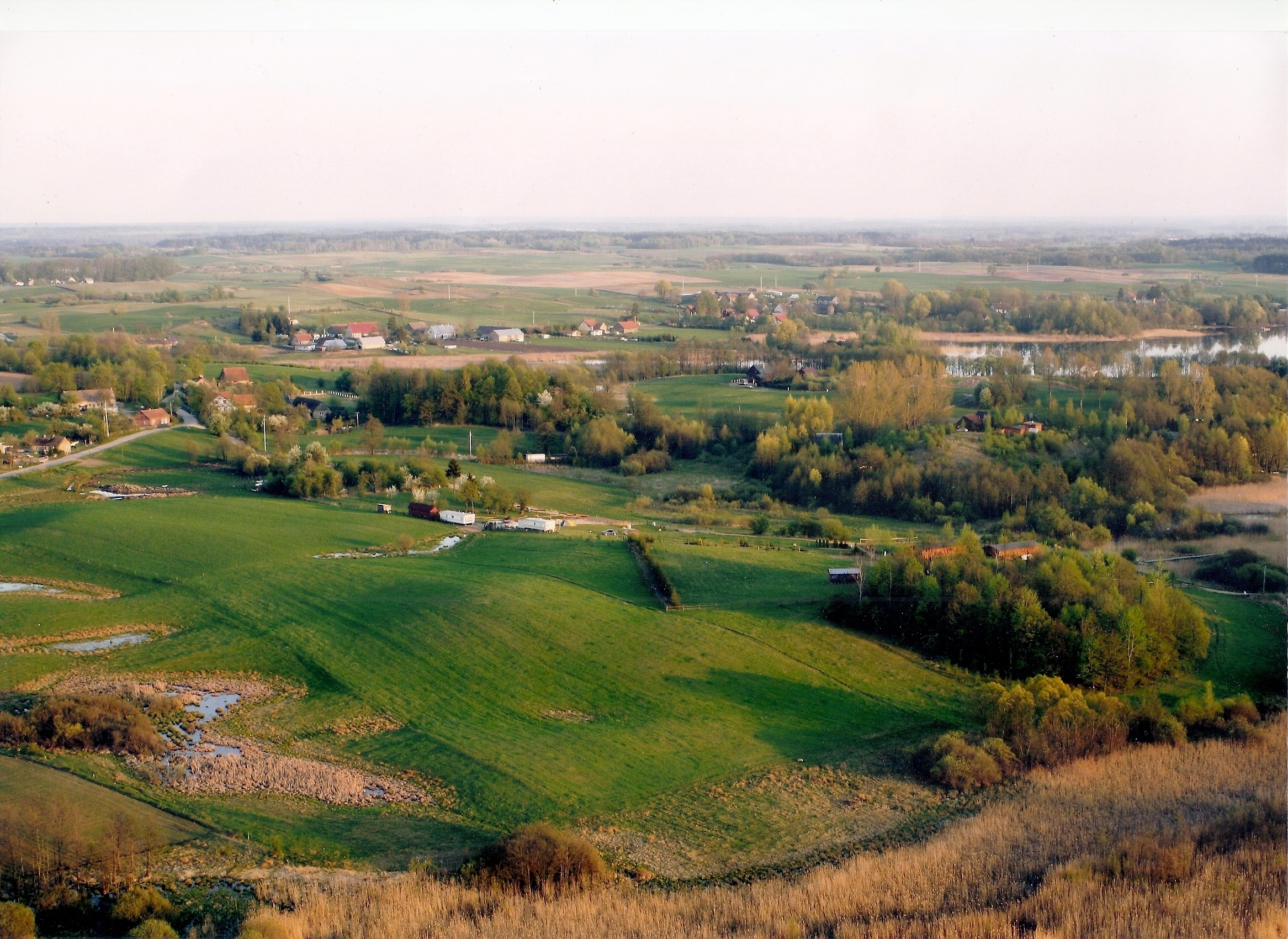
Moränenlandschaft bei Ciernie (Dornberg)

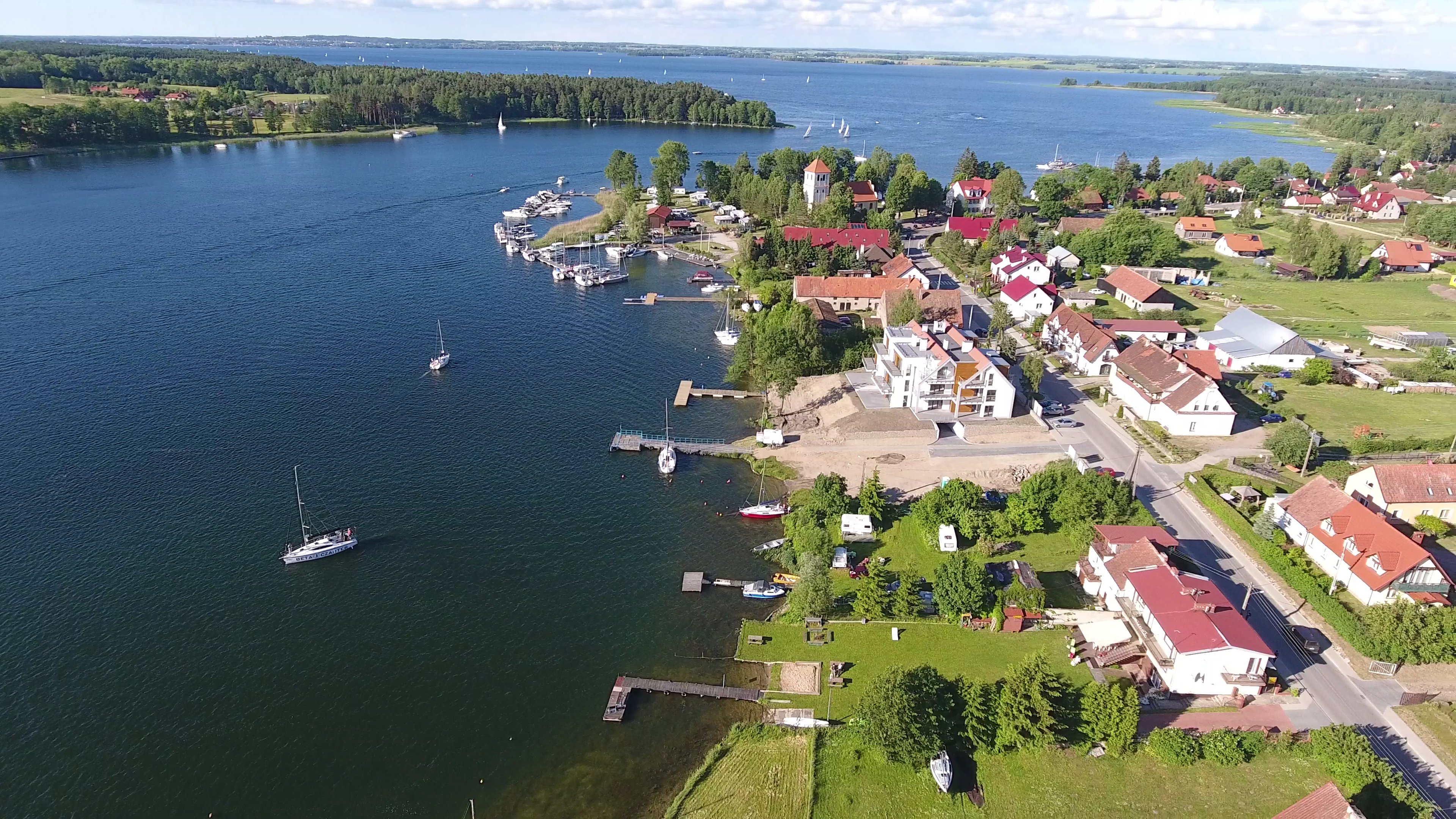
Übergang vom Boczne zum Niegocin (Lötzener See)

Die höchsten Moränen in dem Gebiet sind die Kernsdorfer Höhe (312 m) im Südwesten der Seenplatte und der Seesker Berg (309 m) im Nordosten in den Seesker Höhen.

## Besiedlung
Die Masurische Seenplatte ist dünn besiedelt. Die einzige Großstadt in der Nähe ist Olsztyn. Die wichtigeren Kleinstädte der Region sind:
- Ełk (Lyck)
- Giżycko (Lötzen)
- Kętrzyn (Rastenburg)
- Mikołajki (Nikolaiken)
- Mrągowo (Sensburg)
- Pisz (Johannisburg)
- Reszel (Rößel)
- Ryn (Rhein)
- Węgorzewo (Angerburg)

## Natur

### Flora

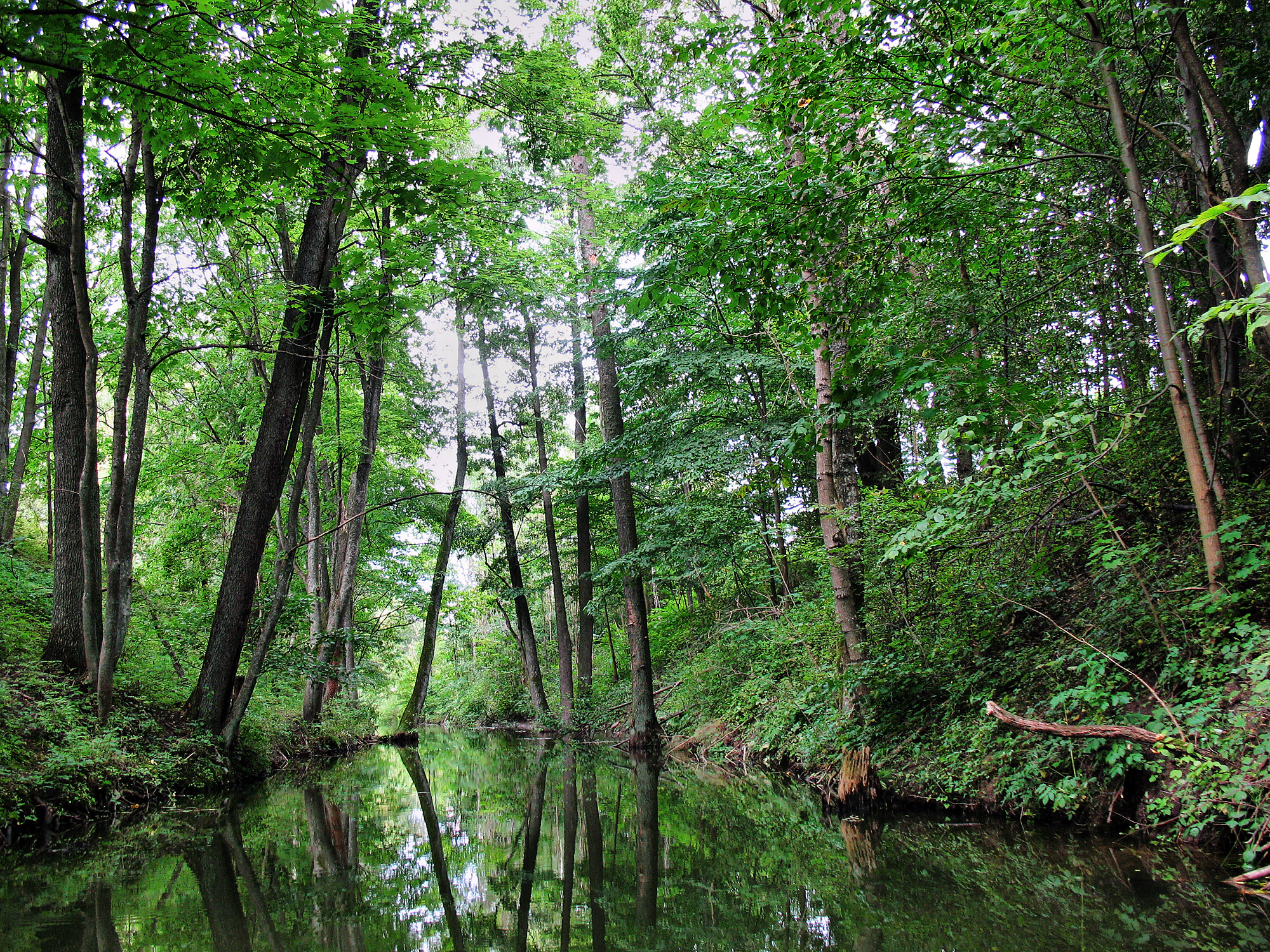
Sapina

Weite Teile der Masurischen Seenplatte sind durch dichte Urwälder bewachsen. Zu den größten Waldgebieten zählen die Johannisburger Heide im Süden und die Rominter Heide im Nordosten.

### Fauna
Die Masurischen Seenplatte besitzt eine reiche Tierwelt. In den dichten Wäldern leben zahlreiche große Säugetiere wie Wisente, Elche, Hirsche, Rehe, Wildschweine, Biber, Wölfe, Luchse, Füchse, Marder und Dachse. Die Vogelwelt ist mit über 350 Arten vertreten. Es treten unter anderem Steinadler, Habichte, Bussarde, Falken, Reiher, Kraniche und Kormorane auf. Verbreitete Amphibien und Reptilien sind Schildkröten, Molche, Eidechsen und verschiedene Schlangenarten. Die masurischen Seen waren schon immer für ihren Fischreichtum bekannt. Es treten Welse, Hechte, Barsche, Aale, Karpfen, Forellen und viele andere Arten auf. Zu den Insekten gehören Schmetterlinge, Bienen, Libellen und viele andere.

### Naturschutz
Etwa 40 Prozent der Masurischen Seenplatte stehen unter Naturschutz.

#### Landschaftspark
Der Masurische Landschaftspark nimmt ca. 40.000 ha ein, davon ca. 18.000 ha Urwälder und 15.000 ha Wasseroberfläche. Im Landschaftsschutzpark gibt es 114 Naturreservate. Hier liegt unter anderem der Śniardwy (Spirdingsee).

#### Naturreservate
Das Reservat um den See Łuknajno (Lucknainer See) in der Nähe von Nikolaiken, in dem eine große Höckerschwankolonie lebt, steht als Biosphärenreservat unter dem besonderen Schutz der UNESCO. Der etwa 100 Kilometer lange Fluss Krutynia (Kruttinnen-Fluss) hat ebenfalls den Status eines Reservates. Der Fluss, der viele Seen miteinander verbindet, darf von Wassersportlern für Kajak- oder Kanutouren benutzt werden.

## Wirtschaft
Mangels Industrie und wegen der kargen sandigen Böden gilt die Region in Polen als wirtschaftsschwach. Die Wirtschaft konzentriert sich vor allem auf Forstwirtschaft, Holzindustrie und Dienstleistungen, insbesondere Tourismus.

### Tourismus

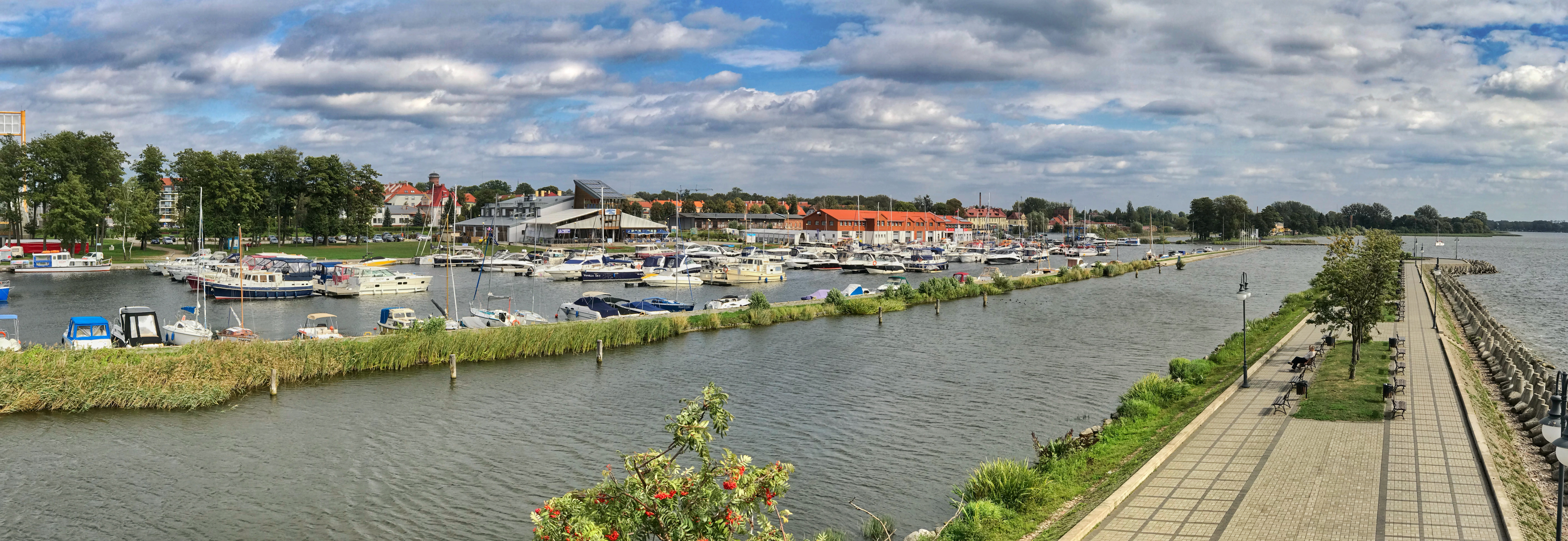
Segelhafen in Giżycko (Lötzen)

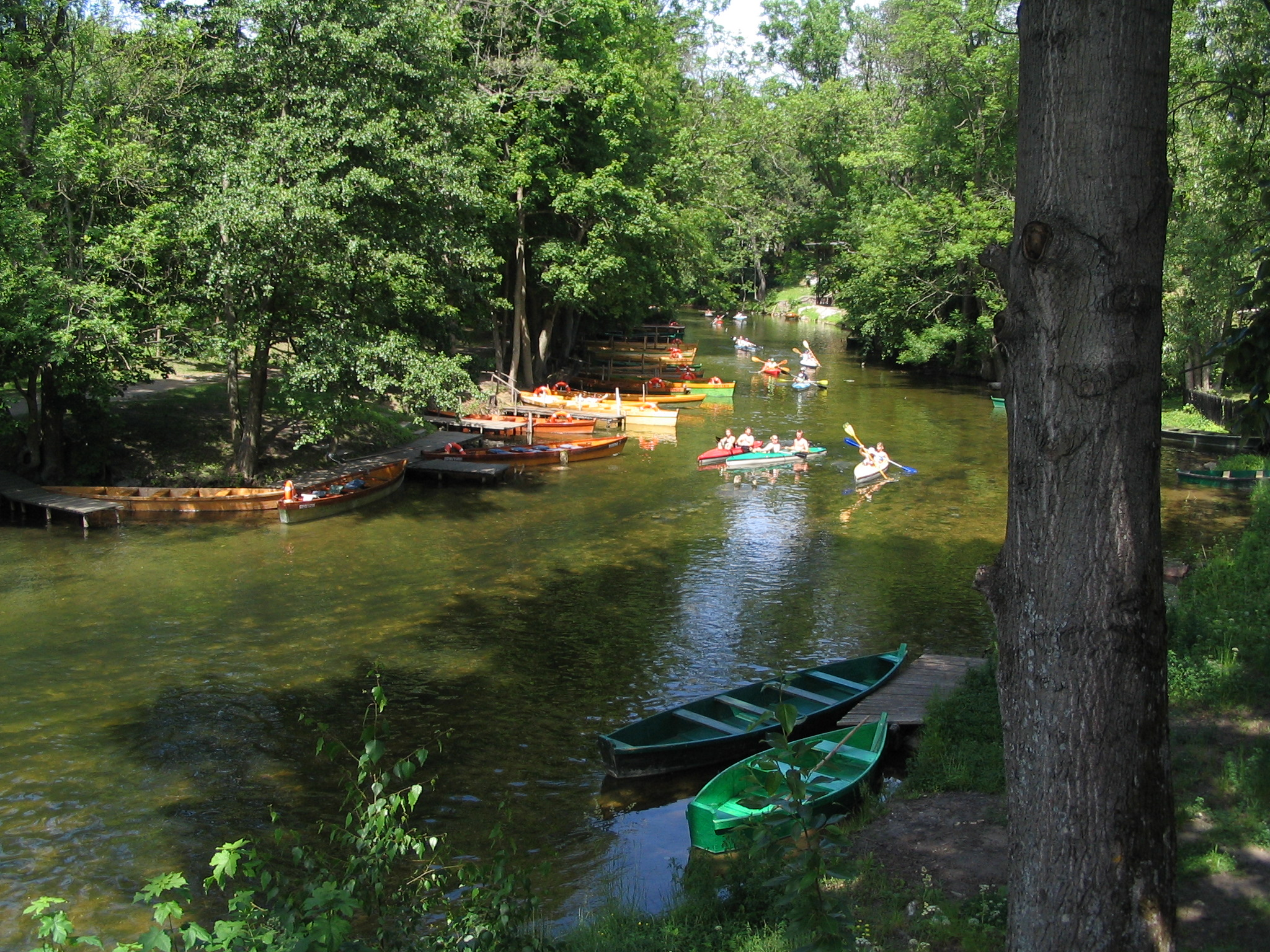
Kajaks auf der Krutynia (Kruttinna)

Die Masurische Seenplatte ist ein bedeutendes Zielgebiet des Tourismus mit einer Vielzahl von Marinas, Badestellen, Angelmöglichkeiten, Anlegestellen, ausgebauten Fernwander- und Fernfahrradwegen, Campingplätzen, Hotels und Gastronomie. Zur Sicherung des Schiffsverkehrs wurde 2011 an der Wasserroute ein Sturmwarnsystem eingerichtet, mit dem die Wassersportler auf schlechte Wetterbedingungen aufmerksam gemacht werden können.
Auf den Seen und Kanälen kann Wassersport betrieben werden. Vier Segelrouten sind mit Markierungen ausgeschildert:
- Giżycko – Węgorzewo
- Giżycko – Mikołajki – Ruciane-Nida
- Mikołajki – Pisz
- Mikołajki – Ryn

Die bekanntesten Kajakrouten führen entlang der Flüsse:
- Krutynia (ca. 100 km lang mit Beginn bei Sorkwity (Sorquitten))
- Sapine (ca. 50 km lang mit Beginn bei Kruklin (Kruglinnen))

Zu den wichtigsten markierten Wanderwegen gehören:
- Gałczyński-Wanderweg
- Małłek-Wanderweg
- Masurischer Rundwanderweg
- Großer Wanderweg der buckligen Masuren
- Kajka-Wanderweg

## Personen
Ein bedeutender Kenner der masurischen Seen war der Schriftsteller Fritz Skowronnek. Als Segler ist Karol Jabłoński mit ihnen vertraut.